# HMS Tiger (1913)
Pour les autres navires du même nom, voir HMS Tiger.
Le HMS Tiger est un croiseur de bataille de la Royal Navy lancé en 1913. Faisant partie de la 1re escadre de croiseurs de bataille de la Grand Fleet, il participe, durant la Première Guerre mondiale, à la bataille de Dogger Bank, à celle du Jutland et à la deuxième bataille de Heligoland. Après la guerre, il est retiré du service une première fois en 1921 avant de reprendre du service en 1929 pendant la refonte du HMS Hood. Il est définitivement retiré du service en 1931 avant d'être démoli en 1932.

## Conception
Dans les années 1911 - 1912, un budget est alloué à la construction d'un croiseur de bataille qui serait une version améliorée du Queen Mary. L'attention des concepteurs se porte principalement sur les défauts des navires précédents, tels la disposition de l'armement principal et la puissance de l'armement secondaire. Néanmoins, c'est la recherche de la vitesse qui s'impose sur ce design, et le navire se voit équiper de 39 chaudières Babcock & Wilcox alimentant 4 turbines Brown-Curtis. Développant 85 000 chevaux, le navire peut théoriquement filer 28 nœuds (52 km/h), voire 30 nœuds (56 km/h) en poussant les machines à 108 000 chevaux. Finalement, durant les essais conduits en 1914, le Tiger atteint les 29,1 nœuds (54 km/h) à 104 635 chevaux. Une telle puissance étant gourmande, les réservoirs doivent être augmentés considérablement.
Finalement, le croiseur de bataille déplace 28 885 tonnes et possède une autonomie de 4 650 milles marins (8 610 km) à une vitesse de 10 nœuds (19 km/h). L'armement principal est constitué de quatre tourelles doubles de canons de 13,5 pouces BL Mk V (343 mm), l'armement secondaire de 12 canons de 6 pouces BL Mk VII (en) (152 mm), de 2 canons antiaériens de 3 pouces QF 20 cwt (76 mm), de 4 canons de 3 livres et de 4 tubes lance-torpilles de 533 mm. En septembre 1914 il dispose d'un équipage de 1 121 hommes, porté à 1 459 hommes peu avant le début de la Première Guerre mondiale.

## Histoire
La construction du HMS Tiger démarre le 20 juin 1912. Le croiseur de bataille est lancé le 15 décembre 1913, et armé le 3 octobre 1914. Il rejoint la Grand Fleet le 6 novembre 1914 et intègre la 1re escadre de croiseurs de bataille. Il participe à la bataille de Dogger Bank le 24 janvier 1915 ; il touche le SMS Derfflinger, mais encaisse 6 obus de 11 à 12 pouces (305 mm) , qui immobilisent une tourelle, tuent deux hommes et en blessent neuf autres. Les réparations durent jusqu'au 8 février 1915. L'année suivante, à la bataille du Jutland, le Tiger est touché par 17 obus allemands qui tuent 24 marins et en blessent 46 ; en contrepartie, il tire 303 coups en tout, dont 3 atteindront leur but. Du 3 juin au 1er juillet 1916 le croiseur de bataille subit des réparations à Rosyth avant d'intégrer la Battle Cruiser Fleet. De 1919 à 1922 il rejoint l'escadre de croiseurs de bataille (en) de l'Atlantic Fleet, avant d'être utilisé comme navire-école d'artillerie jusqu'en 1929. Il remplace temporairement le Hood dans l'escadre de croiseurs de bataille jusqu'en 1931, le temps que celui-ci subisse une modernisation. Le 30 mars 1931, le Tiger est retiré du service à son retour à Devonport, avant d'être vendu pour démolition en février 1932.